# Oorlogsmonument Bunschoten-Spakenburg

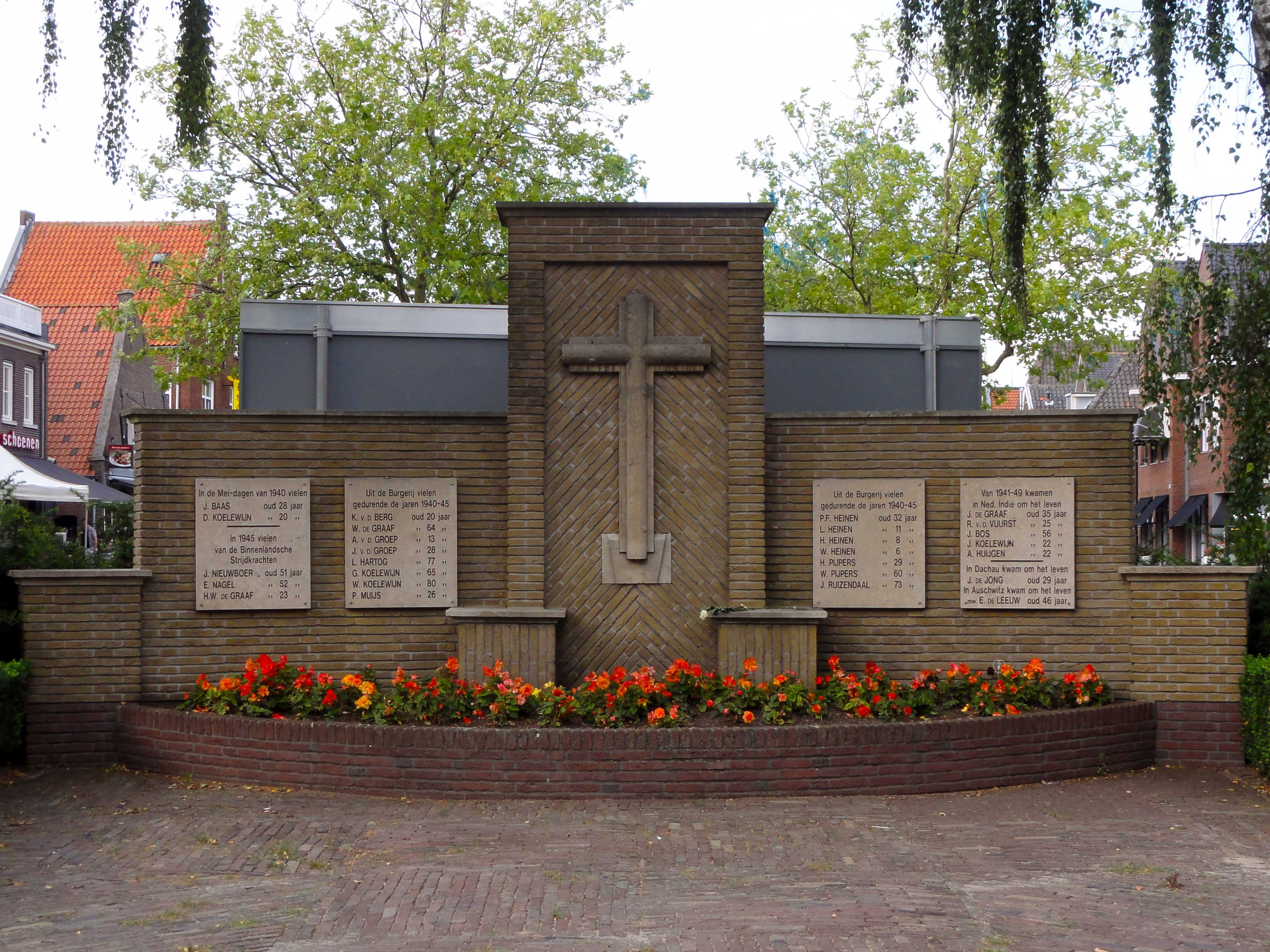
Oorlogsmonument Bunschoten-Spakenburg

Het Oorlogsmonument Bunschoten-Spakenburg staat aan het eind van de Spakenburgergracht, halverwege de Kerkstraat en de Spuistraat in Spakenburg in de gemeente Bunschoten.
Het monument voor de gevallenen bestaat uit een gemetselde muur van baksteen met in het midden een kruis van witte natuursteen. Aan weerszijden van het kruis zijn twee gedenkplaten van witte natuursteen aangebracht. Het monument gedenkt de 27 oorlogsslachtoffers (militairen en burgers) die omkwamen in de Tweede Wereldoorlog of tijdens de politionele acties in het voormalige Nederlands-Indië. 
Na de Tweede Wereldoorlog bracht de bevolking geld bijeen voor het monument ter ere van oorlogsslachtoffers uit de gemeente Bunschoten. Het ontwerp is van P.F. Koops en werd onthuld in 1951.
Jaarlijks wordt er een herdenking gehouden op 4 mei bij het monument op het Spuiplein. Voorafgaand is er een korte ceremonie op begraafplaats Memento Mori. Na de kranslegging bij de oorlogsgraven volgt een herdenkingsdienst in de Noorderkerk. De daarop aansluitende stille tocht gaat naar het oorlogsmonument aan het Spuiplein. Na het luiden van alle klokken volgt de kranslegging door het gemeentebestuur en het taptoesignaal. Na de twee minuten stilte om 20.00 uur worden bij het oorlogsmonument kransen en bloemen gelegd.

## Overige oorlogs- en grafmonumenten in Bunschoten-Spakenburg

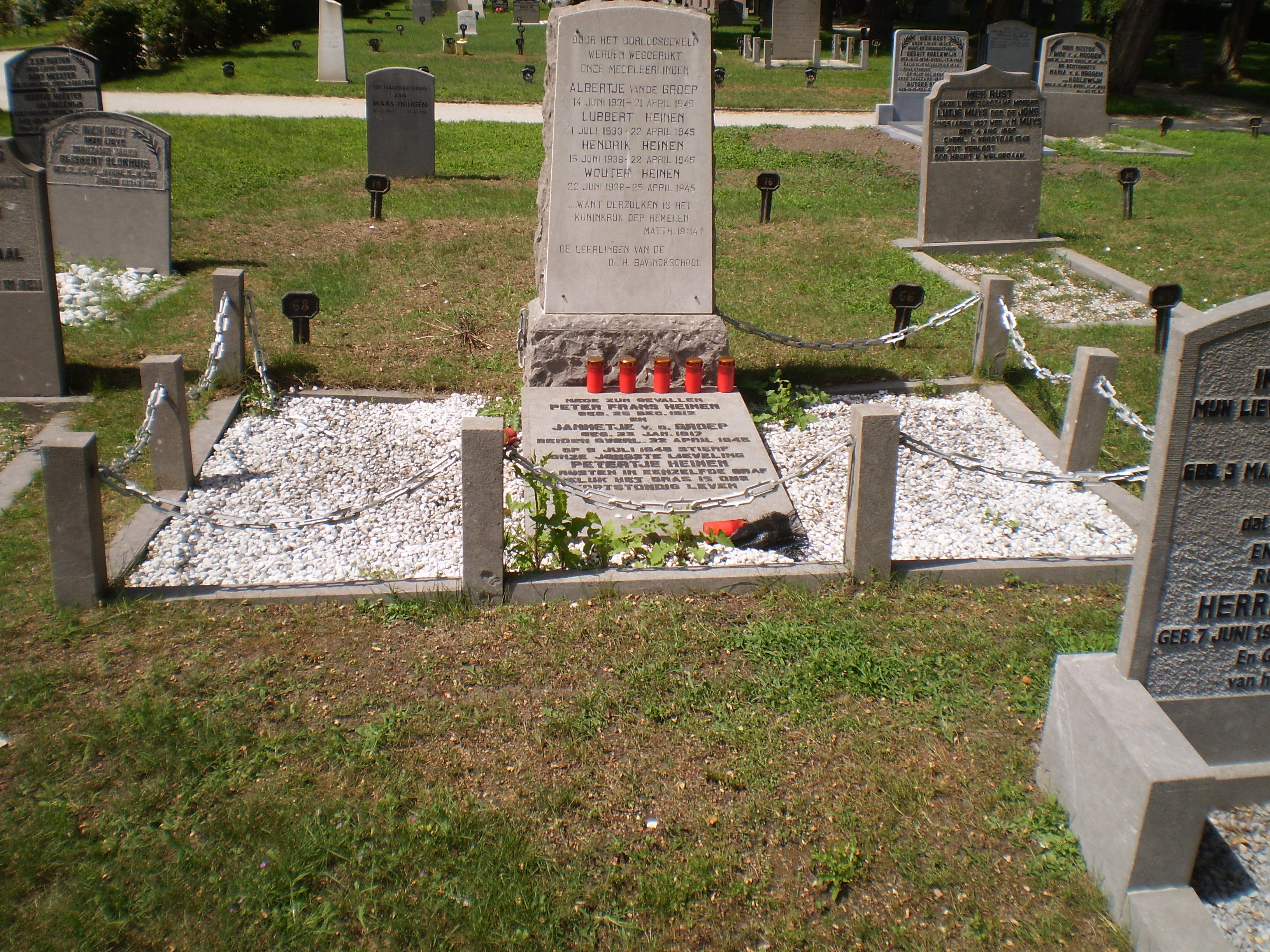
Graf met de vier schoolkinderen

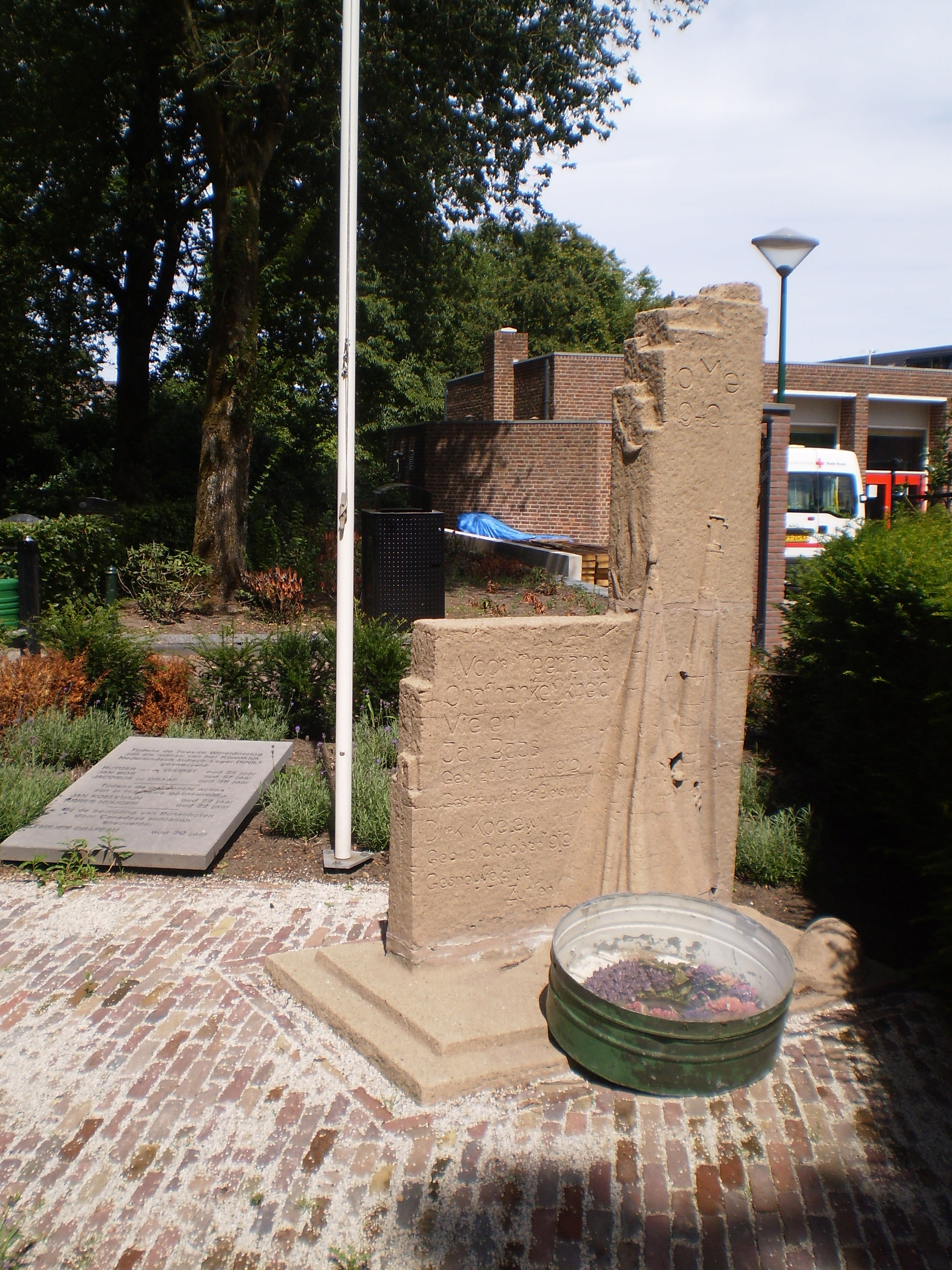
Grafmonument

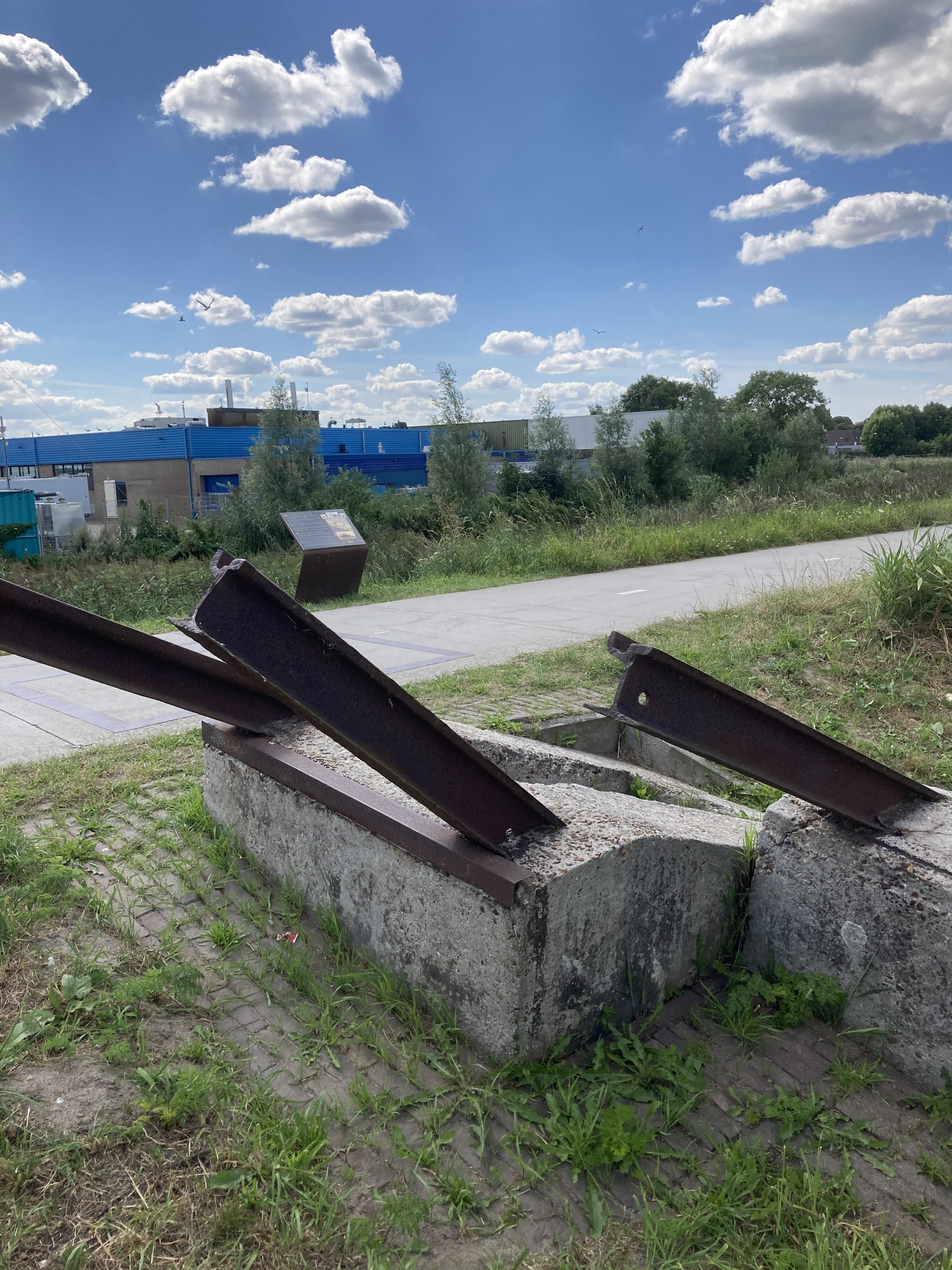
tankversperring

Bunschoten-Spakenburg heeft meerdere gedenktekens en gedenkplekken:

### Begraafplaats Momento Mori
Op begraafplaats Memento Mori aan de Stadsgracht staan de volgende monumenten/grafstenen:
- Twee graven van inwoners die sneuvelden in de meidagen van 1940.
- Burgerslachtoffers - tweedelig monument met de namen van burgerslachtoffers in Bunschoten Spakenburg.
- Erehof van zes Nederlandse Oorlogsgraven. Er was ooit een zevende graf van een gesneuvelde Fransman. Diens lichaam werd in 1949 naar Frankrijk gebracht. [3]
- Burgerslachtoffers die vielen tijdens de gevechten van 21 en 22 april 1945. Vier van de zes slachtoffers waren leerlingen van de Bavinckschool. Een zevende persoon, die vlak na de oorlog is overleden, is hier ook begraven.[4]
- Gevallenen in Nederlands-Indië. Ter nagedachtenis van inwoners Bunschoters en Spakenburgers die in Indonesië zijn omgekomen. Het is voor slachtoffers die vielen tijdens de Tweede Wereldoorlog maar ook tijdens de politionele acties in Indonesië. Ook is de naam van een Canadees vermeld die in Nederland is omgekomen.

### Oostdijk
In het wegdek van het fietspad op de Oostdijk bij Spakenburg, richting Nijkerk, zijn plekken aangegeven van de tankversperringen die in de mobilisatietijd zijn aangebracht op de Duitse opmars te stuiten. De versperring bestaat uit een betonnen blok met spoorrails. In 2017 werd een informatiepaneel geplaatst. Het monument is geadopteerd door een basisschool. 